# Понтеросо (Ђенова)
Понтеросо је насеље у Италији у округу Ђенова, региону Лигурија.
Према процени из 2011. у насељу је живело 323 становника. Насеље се налази на надморској висини од 272 м.